# Der Satan mit den roten Haaren
Der Satan mit den roten Haaren ist ein deutscher Action- und Trashfilm aus dem Jahr 1964 von Alfons Stummer mit Helga Sommerfeld in der Titelrolle.

## Handlung
Eine Chartermaschine fliegt von Caracas nach Nicaragua. An Bord befinden sich mehrere Kisten, die im Frachtraum verstaut wurden. In ihnen befinden sich, als Maschinenteile getarnt, große Mengen an Gold. Während des Fluges kommt es zu einem Handgemenge, als sich zwei der Passagiere als skrupellose Revolutionäre und Terroristen entpuppen, die die Maschine kapern und das Kommando an sich reißen wollen. Dies hat Folgen für alle Beteiligten, denn das Flugzeug gerät dabei außer Kontrolle, und der Pilot Erik muss die klapprige Maschine auf einer einsam gelegenen Insel inmitten der Karibik notlanden.
Die Bruchlandung haben nicht alle Passagiere überlebt. Unter den Glücklichen befinden sich die beiden Hijacker, Pilot Erik, Kathrin, die Stewardess, ein weiterer Fluggast sowie eine rassige junge Frau mit feuerrotem Haar. Sie heißt Wanda, ist Sängerin in einer verruchten, südamerikanischen Kaschemme und wird bald allen Männern im aufgeheizten, schwülen Tropenklima heftig den Kopf verdrehen und damit für reichlich Unruhe sorgen. Rasch entstehen (nicht nur sexuelle) Spannungen zwischen den Überlebenden, die Gier nach dem Gold führt dazu, dass bei einigen von ihnen bald jede Hemmung fällt.

## Produktionsnotizen
Der Satan mit den roten Haaren wurde in Brasilien gedreht und am 11. September 1964 in Deutschland uraufgeführt. In Brasilien lief der Streifen unter dem nicht minder reißerischen Titel Mulher Satânica (in etwa: Das Satansweib).
Für den nahezu 70-jährigen Kameraveteranen Hans Schneeberger war dies nach drei Jahren Pause der erste und in seiner rund vierzig Jahre umfassenden Karriere zugleich der letzte Film.

## Kritiken
„Die Geschichte ist im südamerikanischen Revolutionsmilieu angesiedelt, das genauso primitiv geschildert wird wie der Rest.“

„Wieder einmal stehen, in der karibischen See eingefangene Naturszenerie und Handlungsklischee nebeneinander, wie auch die nicht unsympathisch verkörperten Figuren nur oberflächlich gezeichnet und Dehnungen nicht vermieden wurden […].“